# Стритхэмское кладбище

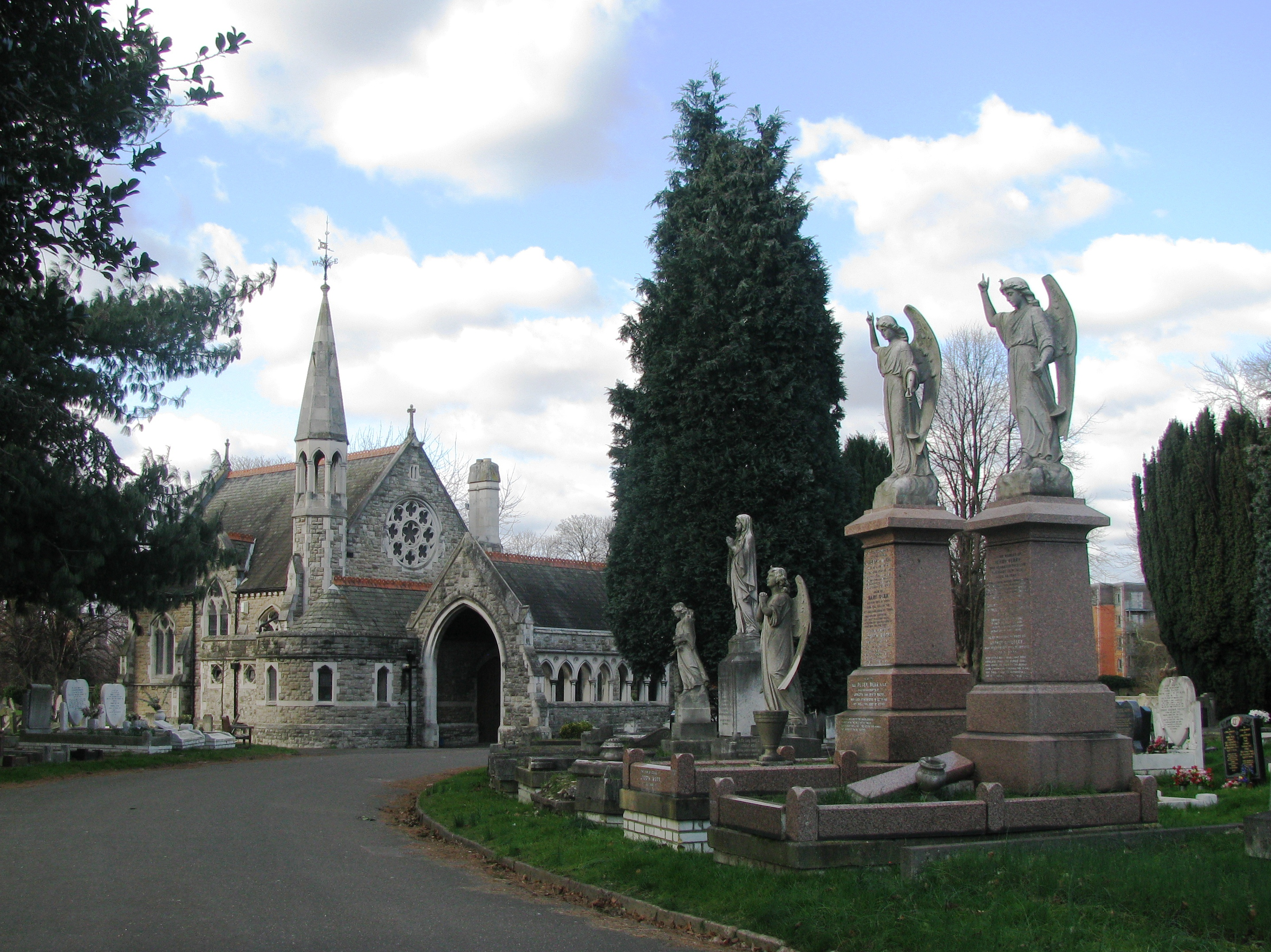
Часовня на кладбище

Стритхэмское кладбище (англ. Streatham Cemetery) — одно из кладбищ Лондона, расположенное на Гаррат-лейн в Тутинге, Мертон, Южного Лондона. Находится в ведении властей боро Ламбет (Внутренний Лондон)

## История
После масштабной эпидемии холеры 1848—1849 годов, столичные власти в 1852 году приобрели землю для кладбища в сельской в то время местности. Кладбище открылось для захоронений в 1894 году. Здесь были построены две часовни в готическом стиле Уильямом Ньютоном Данном.
На кладбище находится большое количество захоронений жертв Первой мировой (218) и Второй мировой войн (167).
В 1969—1991 годах кладбище было существенно реконструировано, многие памятники были снесены. Новые могилы на кладбище отсутствуют, но захоронение на существующих семейных участках разрешено.

## Известные персоны, похороненные на Стритхэмском кладбище
- Ян Квапинский — польский политик и государственный деятель.
- Джейн Робертс — первая леди Либерии (1848—1856 и 1872—1876).